# Episodi di Sorry for Your Loss
La prima stagione della serie televisiva Sorry for Your Loss, composta da 10 episodi, viene pubblicata negli Stati Uniti su Facebook Watch dal 18 settembre al 9 ottobre 2018.
In Italia, la stagione è inedita.
| n° | Titolo originale             | Titolo italiano | Pubblicazione USA | Prima TV Italia |
| -- | ---------------------------- | --------------- | ----------------- | --------------- |
| 1  | One Fun Thing                |                 | 18 settembre 2018 |                 |
| 2  | Keep, Toss, Giveaway         |                 | 18 settembre 2018 |                 |
| 3  | Jackie O. and Courtney Love  |                 | 18 settembre 2018 |                 |
| 4  | Visitor                      |                 | 18 settembre 2018 |                 |
| 5  | 17 Unheard Messages          |                 | 25 settembre 2018 |                 |
| 6  | I Want a Party               |                 | 25 settembre 2018 |                 |
| 7  | I Hate Chess                 |                 | 2 ottobre 2018    |                 |
| 8  | A Widow Walks into a Wedding |                 | 2 ottobre 2018    |                 |
| 9  | Welcome to Palm Springs      |                 | 9 ottobre 2018    |                 |
| 10 | The Penguin and The Mechanic |                 | 9 ottobre 2018    |                 |